# Bella fregatura
Bella fregatura è un singolo del rapper italiano Ernia, pubblicato il 18 novembre 2022 come primo estratto dal suo quarto album in studio Io non ho paura.

## Video musicale
Il videoclip, diretto da Marc Lucas e Igor Grbesic, è stato pubblicato il 21 novembre 2022 sul canale YouTube del rapper.

## Tracce
Testi di Andrea Ferrara, Matteo Professione, Pietro Celona e Rosa Luini, musiche di Andrea Ferrara e Pietro Celona.
1. Bella fregatura – 2:54

## Classifiche

### Classifiche settimanali
| Classifica (2022) | Posizione massima |
| ----------------- | ----------------- |
| Italia            | 5                 |

### Classifiche di fine anno
| Classifica (2023) | Posizione |
| ----------------- | --------- |
| Italia            | 90        |